# Мухар (прізвище)
Мухар —  єврейське	
 прізвище. Або хорватське . Від слова івр. מוֹכֵר-продавець. версії прізвища Мухарь Muhar,Mukhar, Mokher.

## Відомі носії
- Карло Мухар (хорв. Karlo Muhar, нар. 17 січня 1996, Загреб) — хорватський футболіст, півзахисник болгарського клубу ЦСКА (Софія).
- Меїр Мухар  (1888, Роузвуд, Галичина — 30 жовтня 1967, Тель-Авів) — єврейський письменник, поет та перекладач.
- Єхіель Мухар  (9 травня 1921 — 23 лютого1969) — єврейський поет